# Nicolas Leonard
Egide Nicolas Leonard (Sluizen, 25 maart 1901 - aldaar, 7 oktober 1972) was een Belgisch politicus voor de CVP.

## Levensloop
Leonard werd geboren als vierde van zeven kinderen te Sluizen, een dorpje gelegen nabij Tongeren. Hij volgde humaniora in het Onze-Lieve-Vrouwecollege te Tongeren. Daarna vatte hij aan de universiteit van Luik de studies van geneeskunde aan. In 1927 behaalde hij de diploma van doctor in de geneeskunde. Hij vestigde zich als geneesheer en internist te Sluizen.
Op 19 februari 1936 huwde hij met Maria Freson. Samen kregen ze 4 kinderen. Hij is tevens de vader van barones Marie-Claire Leonard.
Leonard was voorzitter van; de Koninklijke schuttersgilde Sint-Sebastiaan van Sluizen, de Bond van de Grote en Jonge Gezinnen Sluizen, de Koninklijke Maatschappij Mont-Franc Sluizen, alsook de voetbalploeg Cercle Tongeren en de Rederijkerskamer de Witte Lelie Tongeren. Kortom, hij was zeer actief in het verenigingsleven rondom Tongeren en in de provincie Limburg.
Ook in de kerkgemeenschap vervulde Leonard vele jaren een actieve rol. Zowel parochiaal als op andere niveaus. Na de Tweede Wereldoorlog werd 1950 uitgeroepen tot Heilig jaar, met als thema wereldvrede en de bevordering van sociale gerechtigheid. Leonard werd samen met Jozef Maria Heusschen afgevaardigd naar Vaticaanstad door Pius XII om er mee te werken aan de voorbereidingen en organisatie van het Jubeljaar. Later, in 1967 speelde Leonard alsook een rol in de totstandkoming en oprichting van het Bisdom Hasselt waar zijn goede vriend Heusschen bisschop werd. Leonard werd voor zijn actieve rol in de kerkgemeenschap onderscheiden in de Ridderorden van het Vaticaan en ontving tevens de onderscheiding van de Heilige Stoel Bene Merenti.
Op 7 oktober 1972 overleed hij na een slepende ziekte. Zijn echtgenote stierf amper een jaar later.

## Politieke loopbaan
Leonard werd al zeer vroeg gemeenteraadslid van Sluizen en in 1926 werd tot burgemeester verkozen. In die functie was hij op dat moment de jongste van België; hij was zelf nog een student. Daarnaast was hij voorzitter van de Commissie voor Openbare Onderstand en werd hij in 1936 provincieraadslid. Leonard bleef burgemeester tot april 1954, waarna hij door de provincie Limburg werd aangeduid als gedeputeerde. Zo werd hij lid van de bestendige deputatie, samen met gouverneur Louis Roppe. Hij was als deputé hoofdzakelijk bevoegd voor sociale aangelegenheden. Hij oefende dit mandaat verschillende legislaturen uit, tot hij op 31 maart 1968 besloot om de functie neer te leggen.
Tevens was hij voorzitter van het Koninklijke schuttersgilde Sint-Sebastiaan in Sluizen, de voetbalploeg Cercle in Tongeren en de rederijkerskamer De witte Lelie in Tongeren.

## Andere Onderscheidingen
- Ridder in de Kroonorde
- Officier in de Leopoldsorde
- Drager van het Burgerlijk Kruis van Verdienste 1e klasse
- 1ste klasse medaille Diocesis Hasseltensis bene de eccelesia merenti